# Чайка Валентин Семенович
Валентин Семенович Чáйка (10 жовтня 1944, село Акмечетські Ставки, Доманівський район, Миколаївська область, Українська РСР) — український політик, голова Миколаївської обласної ради (з жовтня 1996 до липня 2000), голова Миколаївської районної організації Народної партії (з жовтня 2005).

## Життєпис
Народився 10 жовтня 1944 в селі Акмечетські Ставки Доманівського району Миколаївської області. Українець.
Закінчив Уманський сільськогосподарський інститут імені О. М. Горького (1971—1976), за спеціальністю агроном, «Плодоовочівництво і виноградарство».
Після закінчення школи з 1961 р. працював робітником, радгоспу «Зелений Гай», село Бузьке Вознесенського району Миколаївської області, вчився у Вознесенському сільському професійному училищі N 2, працював трактористом радгоспу «Зелений Гай».
У 1963 поступив до Вознесенського сільськогосподарського технікуму. В листопаді 1964 був призваний до лав Радянської армії. Службу проходив в Одеському військовому окрузі. Після демобілізації (листопад 1967) продовжив навчання у Вознесенському сільськогосподарському технікумі, який закінчив у серпні 1968.
З серпня 1968 до березня 1976 — інструктор оргвідділу Веселинівського районного комітету КПУ Миколаївської області.
З березня 1976 до травня 1977 — заступник керівника з виробництва Веселинівського районного об'єднання «Сільгосптехніка».
З травня 1977 до грудня 1984 — інструктор Миколаївського обласного комітету КПУ.
грудня 1984 до січня 1989 — другий секретар Миколаївського районного комітету КПУ.
З січня 1989 до січня 1991 — голова виконкому Миколаївської районної ради народних депутатів.
З січня 1991 до квітня 1992 — голова Миколаївської районної ради народних депутатів.
З квітня 1992 до червня 1994 — представник Президента України в Миколаївському районі.
З червня 1994 до липня 1995 — голова Миколаївської районної ради народних депутатів.
З липня 1995 до жовтня 1996 — голова Миколаївської районної державної адміністрації.
З жовтня 1996 до липня 2000 — голова Миколаївської обласної ради.
З серпня 2000 до квітня 2006 — голова Миколаївської районної ради.

## Родина
Батько Семен Микитович (1909—1958) і мати Марія Михайлівна (1903—1973) — колгоспники; дружина Зінаїда Максимівна (1947) — пенсіонерка; син Олександр (1967) — фермер; син Валерій (1972) — військовослужбовець.

## Нагороди
- Медаль «20 років перемоги у Великій Вітчизняній війні 1941—1945 рр.»
- Почесна грамота Кабінету Міністрів України (жовтень 2004)[1].
- Почесна грамота Верховної Ради України (січень 2004).
- Відзнака Президента України — ювілейна медаль «25 років незалежності України» (2016).[2]